# دومينغو فاوستينو سارمينتو
دومينغو فاوستينو سارمينتو (بالإسبانية: Domingo Faustino Sarmiento)‏ (15 فبراير 1811–11 سبتمبر 1888) كان ناشطًا، ومفكرًا، وكاتبًا، ورجل دولة أرجنتينيًا، كما كان الرئيس السابع للأرجنتين. امتدت كتاباته إلى مجموعة واسعة من مختلف المواضيع والقضايا، من الصحافة إلى السيرة الذاتية، إلى الفلسفة السياسية والتاريخ. كان عضوًا في مجموعة من المثقفين، معروفة باسم جيل 1837، حيث كان لهم تأثير كبير على الأرجنتين في القرن التاسع عشر. كان مهتمًا بشكل خاص بالقضايا التعليمية وكان له أيضًا تأثير مهم على أدب المنطقة.
نشأ سارمينتو في أسرة فقيرة لكنها كانت نشطة سياسيًا، حيث مهدت له الطريق للعديد من إنجازاته المستقبلية. بين عامي 1843 و 1850 نُفي كثيرًا، وكتب في كل من تشيلي والأرجنتين. كان أعظم إنجازاته الأدبية هو فاكوندو، وهو نقد لخوان مانويل دي روساس، كتبه سارمينتو أثناء عمله في صحيفة إيل بروغريسو أثناء منفاه في تشيلي. حقق له الكتاب أكثر من مجرد اعتراف أدبي، حيث بذل جهده وطاقته في الحرب ضد الديكتاتوريات، وتحديدًا حرب روساس، وأوروبا المستنيرة المتناقضة، عالم حيث قُدر فيه، بحسب نظره، الديمقراطية والخدمات الاجتماعية والفكر الذكي، مع بربرية الغاوتشو (مصطلح يستخدم عادة لوصف سكان أمريكا الجنوبية في سهول السافانا) وخاصة الكوديلو، وهم رجال أقوياء لا يرحمون في الأرجنتين في القرن التاسع عشر.
أثناء رئاسته للأرجنتين من 1868 إلى 1874، دافع سارمينتو عن الفكر الذكي – بما في ذلك تعليم الأطفال والنساء – والديمقراطية لأمريكا اللاتينية. كما استغل الفرصة لتحديث وتطوير أنظمة القطارات، والنظام البريدي، والنظام التعليمي الشامل. شغل لعدة سنوات مناصب وزارية على المستوى الفيدرالي ومستوى الدولة حيث سافر إلى الخارج وفحص أنظمة التعليم الأخرى.
توفي سارمينتو في أسونسيون، باراغواي، عن عمر يناهز 77 عامًا بسبب نوبة قلبية. دُفن في بوينس آيرس. اليوم، يحظى بالاحترام كمبدع وكاتب سياسي. اعتبره ميجيل دي أونامونو من أعظم كتاب النثر القشتالي.

## سنواته الأخيرة

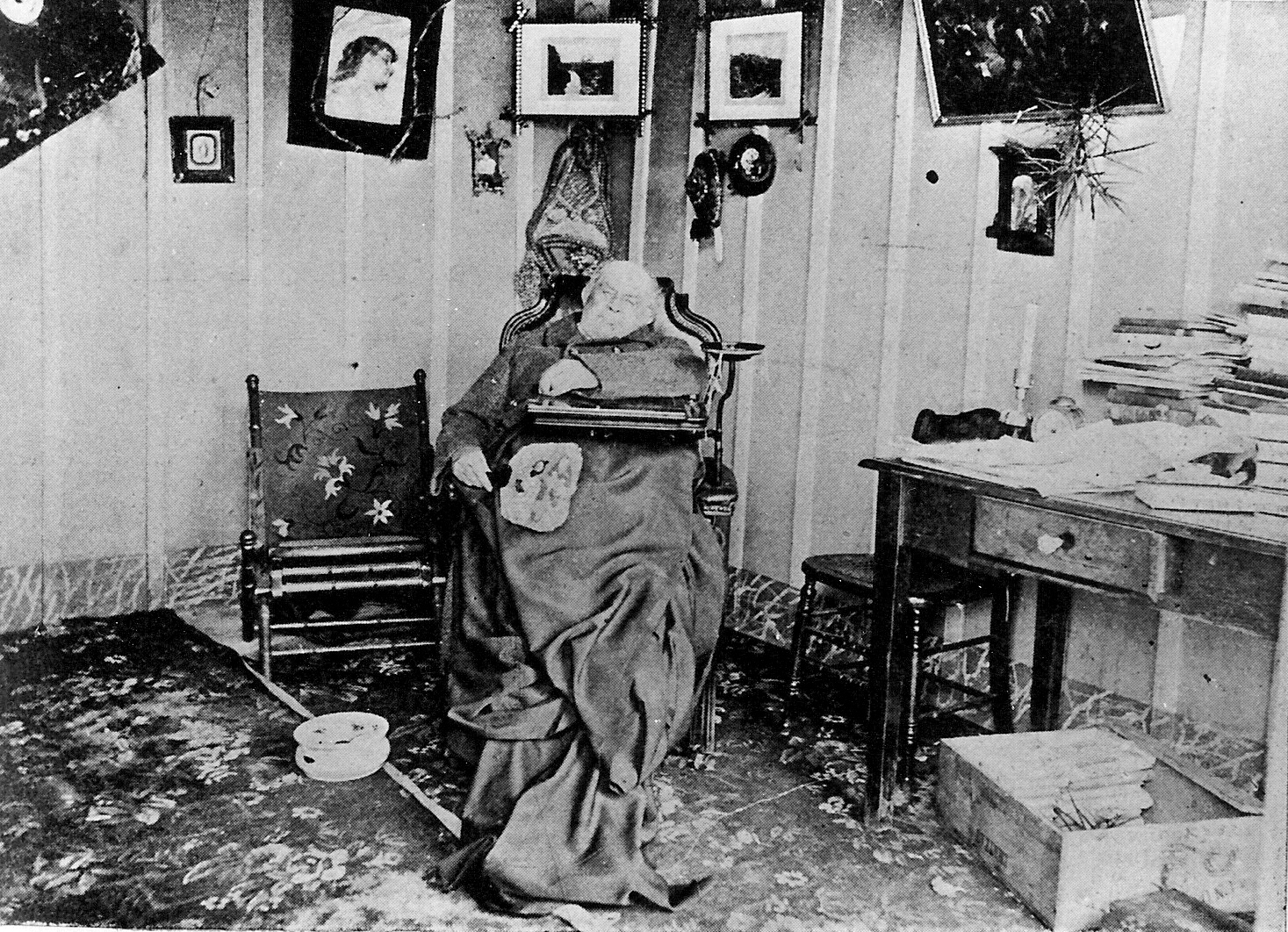
دومينغو فاوستينو سارمينتو بعد الوفاة (أسونسيون، 1888)

في عام 1875، بعد فترة رئاسته، أصبح سارمينتو المدير العام للمدارس في مقاطعة بوينس آيرس. في نفس العام، أصبح عضوًا في مجلس الشيوخ عن سان خوان، وهو منصب شغله حتى عام 1879، عندما أصبح وزيرًا للداخلية. لكنه سرعان ما استقال بعد الصراع مع حاكم بوينس آيرس، كارلوس تيجيدور. ثم تولى منصب الأمين العام للمدارس في وزارة التربية الوطنية في عهد الرئيس روكا ونشر عمله مراقب التعليم المشترك، الذي يُعتبر الآن مرجع أساسي للتعليم في الأرجنتين. في عام 1882، نجح سارمينتو في تمرير إقرار التعليم المجاني الذي سمح للمدارس بأن تكون مجانية وإلزامية ومنفصلة عن الدين.
في مايو 1888، غادر سارمينتو الأرجنتين متوجهًا إلى باراغواي. رافقه ابنته آنا وشريكته أوريليا فيليز. توفي في أسونسيون في 11 سبتمبر 1888 بنوبة قلبية ودفن في بوينس آيرس. يقع قبره في مقبرة لا ريكوليتا تحت منحوتة، صممها بنفسه ونفذها فيكتور دي بول. أرسل بيدرو الثاني، إمبراطور البرازيل والمعجب الكبير بسارمينتو، إلى موكب جنازته تاج زهور بلون أخضر وذهبي مع رسالة مكتوبة باللغة الإسبانية تذكر النقاط البارزة في حياته: «فاكوندو: الحضارة والبربرية، وتونليرو، ومونتي كاسيروس، وبتروبوليس، والتعليم العام. ذكرى وإجلال من بيدرو دي ألكانتارا».

## روابط خارجية
- دومينغو فاوستينو سارمينتو على موقع الموسوعة البريطانية (الإنجليزية)